# Blue Eye (Misuri)
Blue Eye es un pueblo ubicado en el condado de Stone en el estado estadounidense de Misuri. En el Censo de 2010 tenía una población de 167 habitantes y una densidad poblacional de 54,92 personas por km².

## Geografía
Blue Eye se encuentra ubicado en las coordenadas 36°31′10″N 93°22′43″O / 36.51944, -93.37861. Según la Oficina del Censo de los Estados Unidos, Blue Eye tiene una superficie total de 3.04 km², de la cual 3.04 km² corresponden a tierra firme y (0.17%) 0.01 km² es agua.

## Demografía
Según el censo de 2010, había 167 personas residiendo en Blue Eye. La densidad de población era de 54,92 hab./km². De los 167 habitantes, Blue Eye estaba compuesto por el 97.01% blancos, el 0% eran afroamericanos, el 0.6% eran amerindios, el 0% eran asiáticos, el 0% eran isleños del Pacífico, el 0% eran de otras razas y el 2.4% pertenecían a dos o más razas. Del total de la población el 1.8% eran hispanos o latinos de cualquier raza.